# USAネットワーク
USAネットワーク（USA Network）は、アメリカの衛星テレビおよびケーブルテレビ向け娯楽専門テレビ放送局である。現在は3大ネットワークのNBCなどと共に、NBCユニバーサルの傘下にある。
2005年度現在、8,900万人が視聴している。番組としては映画やドラマのほかプロレス団体、WWEの番組が多く放送されており、人気番組RAW・NXTはこの局で放映されている。また、全米オープンテニスや全米プロゴルフツアー（地上波で放送されない平日分）などスポーツ番組も多くされており、NBCが放映権を持つオリンピック中継も一部競技で行っている。

## 経歴
- 1977年 - 「Madison Square Garden Network」（現在のスポーツ専門チャンネル「MSG Network」とは無関係）として開局。
- 1980年 - チャンネル名を「USAネットワーク」に改称。
- 1992年 - 姉妹チャンネル「Sci Fiチャンネル」（現「Syfy」）を放送開始。
- 1997年 - バリー・ディラー率いるホーム・ショッピング・ネットワーク（英語版）（HSN）社が買収。
- 2002年 - HSNをはじめとするショッピング分野を残し（残った部門は「USA Interactive」（現在のIAC Inc.（英語版））となる）、それ以外をヴィヴェンディ・ユニバーサル（現・ヴィヴェンディ）が買い取り完全子会社とする。
- 2003年 - ヴィヴェンティ・ユニヴァーサルの経営難により、ゼネラル・エレクトリック（GE）傘下のNBCにUSAネットワークを含む北米における娯楽部門を売却し、合併会社NBCユニバーサルの一部となる。

## 主な番組
- SUITS/スーツ
- MR. ROBOT/ミスター・ロボット
- シューター
- 名探偵モンク
- 救命医ハンク セレブ診療ファイル